# Förenta nationernas kontor i Nairobi
Förenta nationernas kontor i Nairobi ligger utanför Karuraskogen, på andra sidan gatan United Nations Avenue mittemot USA:s ambassad i Nairobi.
I november 2004 träffades Förenta nationernas säkerhetsråd i Nairobi för att diskutera situationen i Sydsudan och Darfur.